# Santuario di Santa Maria fuori Monsano
La Santuario di Santa Maria fuori Monsano è un importante luogo di culto cattolico che sorge nel territorio comunale di Monsano, in provincia di Ancona e diocesi di Jesi; fa parte della zona pastorale di San Marcello-Santa Maria Nuova.

## Storia e descrizione

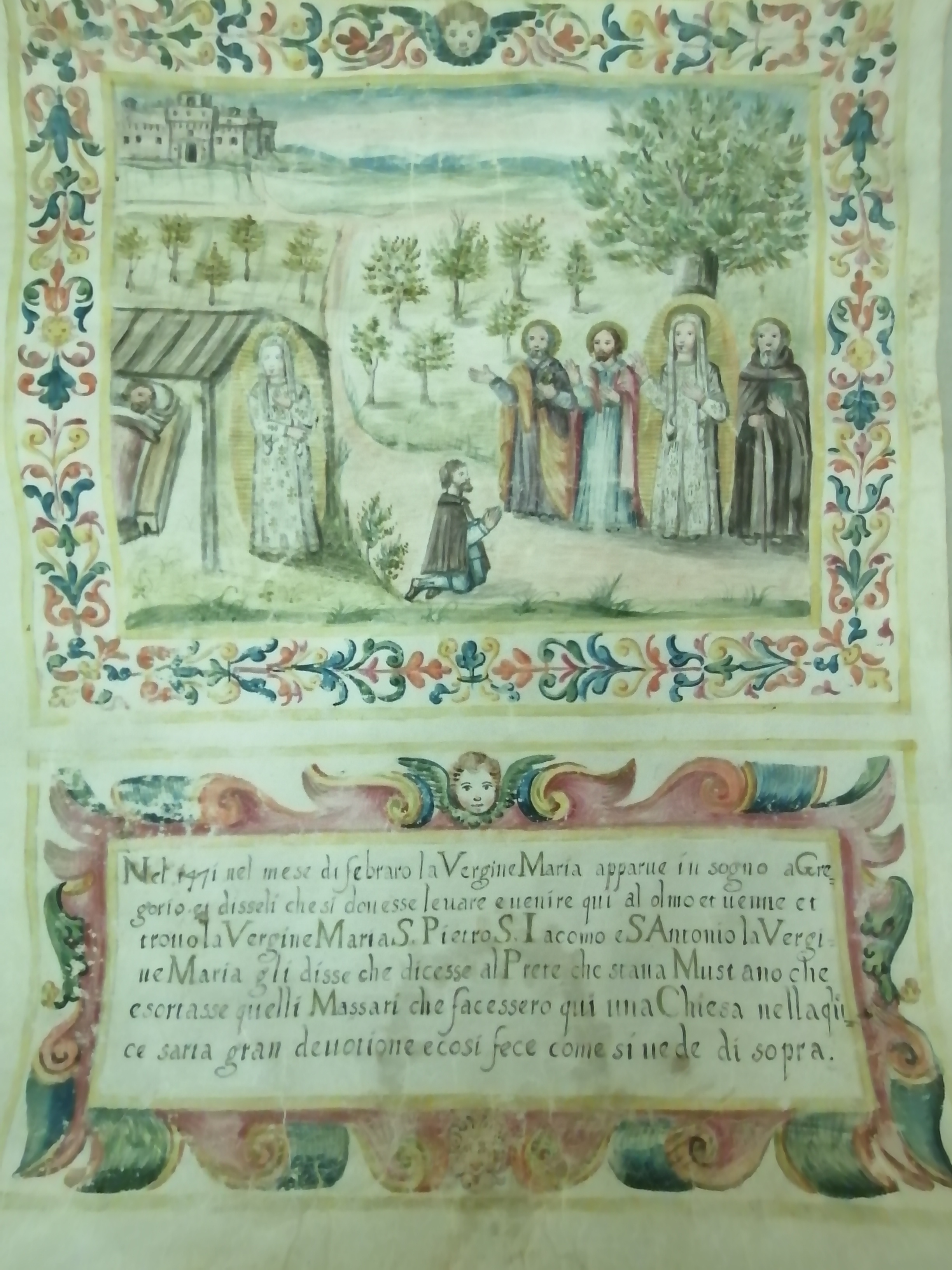
LApparizione della Vergine a Gaspare di Calvise, una delle quattro pergamene miniate seicentesche riproducenti gli antichi effreschi del portico.

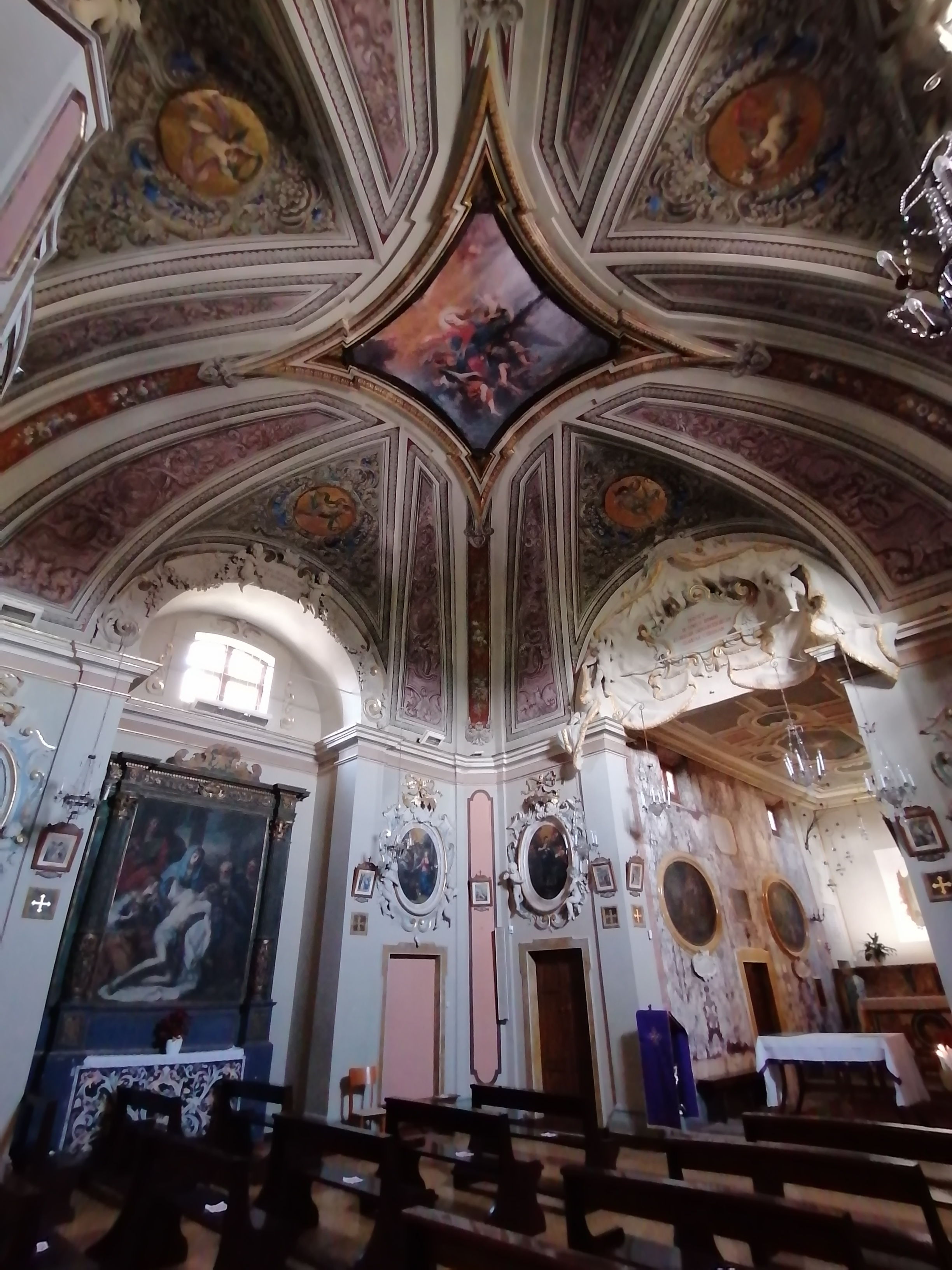
Veduta dell'interno.

### Origini
Secondo la leggenda nei mesi di febbraio-marzo del 1471, la Madonna apparve più volte a tre persone diverse. All'epoca in questo luogo vi era un olmo dal quale la Vergine scese e avrebbe tracciato sulla neve la pianta di una piccola cappella che voleva fosse eretta in suo onore. Dapprima fu il pastore Gaspare di Calvise, in seguito, Gregorio, figlio di notabili, e infine frà Gregorio, eremita della chiesa degli Aròli. I Massari di Monsano, amministratori dei beni delegati dal Comune di Jesi, e il parroco del luogo, ebbero molta reticenza, ma infine, il 12 marzo 1471, festa del patrono San Gregorio, il popolo di Monsano, in processione all'olmo, pose la prima pietra.

### La prima cappella
La cappella era un ambiente rettangolare che misurava solo 6 metri per 4 ed era coperto da un soffitto ligneo dorato a motivi floreali. Le apparizioni e i miracoli attirarono sempre più pellegrini e offerte, tanto che destò l'interesse del vicino Comune di Jesi. Quest'ultimo si rivolse direttamente al papa, Sisto IV, affinché la mettesse sotto la diretta giurisdizione della Città, espropriandola sia al vescovo di Jesi (Tommaso Ghisleri 1464-1505), che alla gente di Monsano. Ma il vescovo ne ottenne la meglio e nomi un frate francescano come cappellano. Inoltre, come la cappella risultava troppo esigua per accogliere le masse di fedeli, si decise di inserirla in una chiesa più grande dotata di portico ad arcate. 
La decorazione dell'edificio venne affidata al pittore jesino Andrea di Bartolo. Nel 1472 dipinse, all'interno, l'affresco della Vergine, secondo la descrizione dei tre "veggenti", come anche le iscrizioni dettagliate delle apparizioni. All'esterno realizzo gli affreschi delle quattro lunette del portico con le raffigurazioni delle Apparizioni. Di quest'ultimi si conserva solo una riproduzione in quattro pergamene miniate (inchiostro su pergamena mm. 360 X 240) realizzate per volere dei Massari di Monsano nel 1623 e oggi custodite nel museo diocesano di Jesi.
Nel 1560, il vescovo Gabriele Del Monte, sostenitore dei principi del Concilio di Trento, costituì cinque nuove parrocchie nel territorio jesino, fra le quali quella di Santa Maria di Monsano.

### La chiesa attuale settecentesca

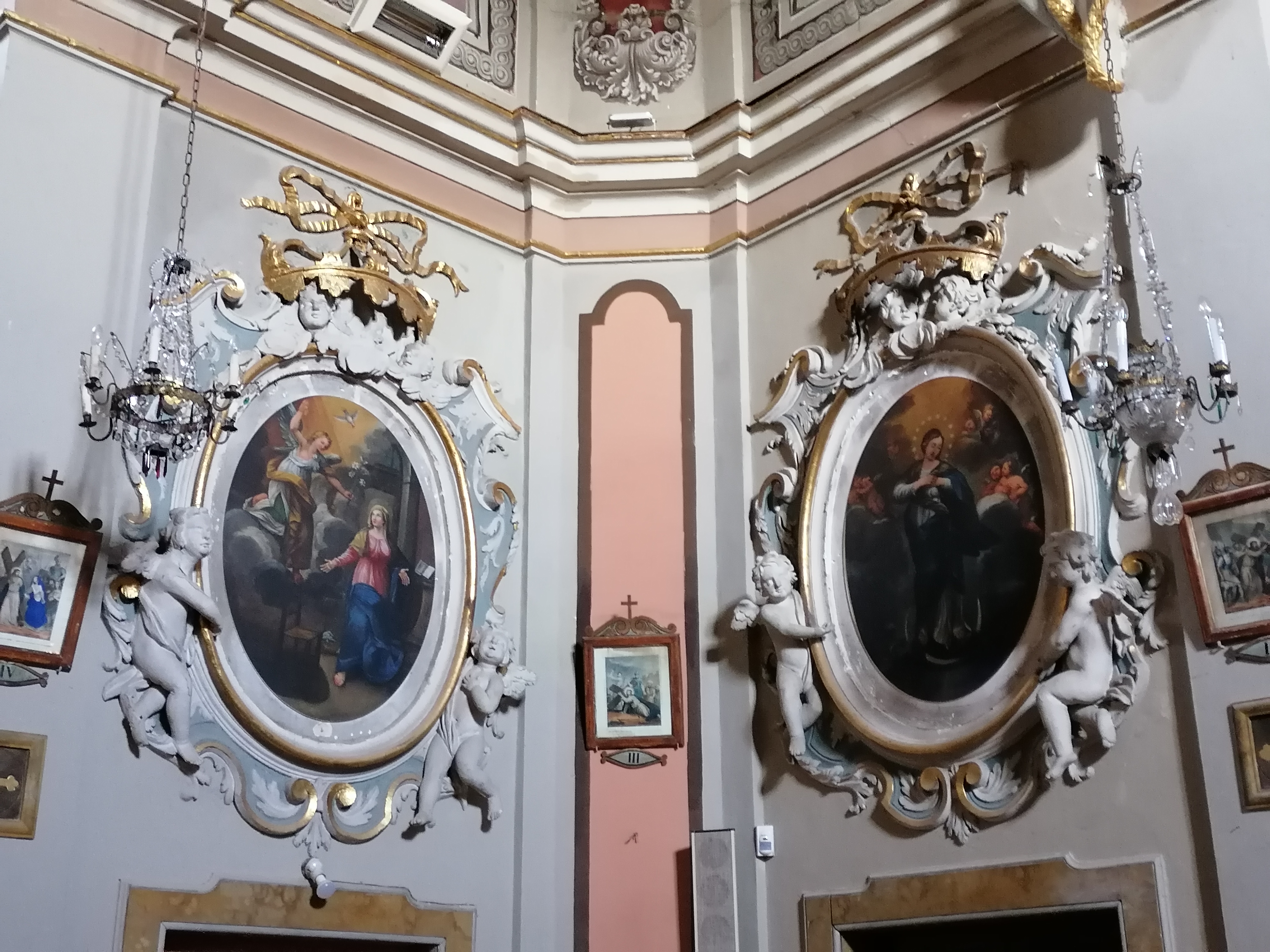
Alcuni degli ovali delle Storie della Vergine dipinti nel 1736 da Domenico Luigi Valeri.

Di nuovo troppo angusta, la chiesetta venne di nuovo ingrandita all'inizio del XVIII secolo, quando venne aggiunta l'aula quadrangolare sul davanti, con conseguente distruzione del portico e dei relativi affreschi. Fra il 1729 e il 1734 venne eretto il campanile, in laterizi, sul fianco destro e, in seguito, si realizzò la decorazione dell'interno. La volta a padiglione è affrescata con motivi decorativi, floreali e putti; al centro è l'Assunzione della Vergine. Nel 1736 il pittore jesino Domenico Luigi Valeri realizzò le otto tele ovali delle Storie della Vergine (olio su tela cm. 150 X 80) poste nei cornicioni barocchi dell'aula: Natività di Maria, Annunciazione, Sposalizio della Vergine, Visitazione, Nascita di Gesù, Adorazione dei Magi, Battesimo di Cristo, e l'Immacolata Concezione. Altri quattro ovali ornano le pareti del sacello, di autore anonimo, raffigurano la Storia delle Apparizioni della Vergine (olio su tela cm. 120 X 150).
Tra il 1746 e il 1764 vennero le pale dei due altari laterali, dipinte da Matteo Pannaria, raffiguranti la Deposizione di Gesù dalla Croce e la Madonna col Bambino tra San Domenico e San Giovanni Nepomuceno.
L'altare principale venne ricostruito alla fine del '700 e la semplice facciata di stile neoclassico venne aggiunta nella seconda metà dell'800. Nel 1871, a commemorazione del IV centenario, venne aggiunto un organo a 25 canne.